# Ode to Acts of Murder, Dystopia and Suicide
Ode to Acts of Murder, Dystopia and Suicide è il settimo album in studio del gruppo musicale olandese Deinonychus, pubblicato nel 2017 dalla My Kingdom Music.

## Tracce
1. Life Taker – 4:58
2. For This I Silence You – 6:17
3. The Weak Have Taken the Earth – 6:09
4. Buried Under the Frangipanis – 6:10
5. Dead Horse – 6:29
6. Dusk – 4:19
7. There Is No Eden – 6:00
8. Silhouette – 4:47

## Formazione

### Gruppo
- Marco Kehren – voce, chitarra
- Steve Wolz – batteria